# Amazone de Cuba
Amazona leucocephala
Espèce
Statut de conservation UICN

 NT  : Quasi menacé
Statut CITES
L'Amazone de Cuba (Amazona leucocephala) est une espèce de perroquets qui a été en grand danger d'extinction avant d'être réintroduite dans divers milieux originels.

## Caractéristiques
L'Amazone de Cuba est un perroquet de taille moyenne (environ 32 cm) à l'aspect robuste. Elle présente un plumage vert vif caractérisé par une bordure noire sur les plumes et produisant ainsi un effet particulier sur la coloration générale du plumage.

## Écologie et comportement
L'Amazone de Cuba demeure le plus souvent dans les arbres et ne descend au sol qu'à de rares occasions.

## Habitat et répartition
Cet oiseau fréquente les milieux boisés éloignés des habitations humaines.

## Classification

### Sous-espèces
Quatre sous-espèces d'Amazone de Cuba sont reconnues :
- Amazona leucocephala bahamensis (H. Bryant, 1867), sur plusieurs îles de l'archipel des Bahamas ;
- Amazona leucocephala caymanensis (Cory, 1886), de l'île Grand Cayman ;
- Amazona leucocephala hesterna (Bangs, 1916), de l'île Little Cayman ;
- Amazona leucocephala leucocephala (Linnaeus, 1758), de l'ouest et du centre de Cuba.